# Calpurnus verrucosus
Espèce
Calpurnus verrucosus est une espèce de mollusques gastéropodes de la famille des Ovulidae.

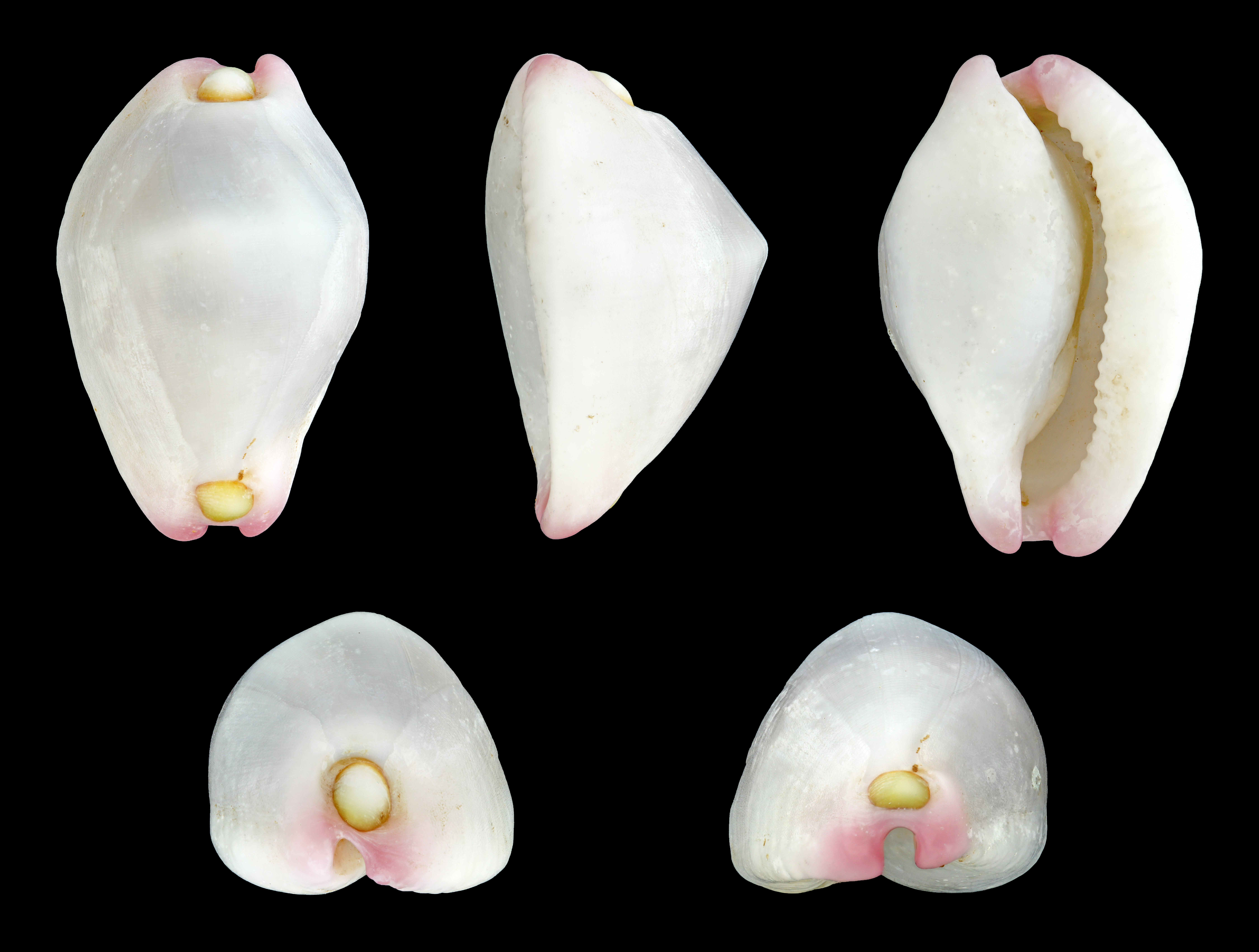
Coquille de Calpurnus verrucosus